# Frans Pehkonen
Frans Pehkonen, född 1870, död 1957, var en finländsk ämbetsman.
Pehkonen var advokat i Vasa 1899-1907 och häradshövding i Uleåborg 1908-1917. Han var senator i Justitiedepartementet 1917-1918, justitieråd i Högsta domstolen och dess president från 1929.

## Utmärkelser
- Kommendörstecknet av Finlands Vita Ros’ orden,  16 maj 1919[3]
- Kommendörstecknet av I klass av Finlands Vita Ros’ orden,  28 december 1921[4]
- Storkorset av Finlands Vita Ros’ orden,  3 maj 1945[5]

[Redigera Wikidata]